# Mekongiella pleurodilata
Mekongiella pleurodilata är en insektsart som beskrevs av Yin, X.-c. 1984. Mekongiella pleurodilata ingår i släktet Mekongiella och familjen Pyrgomorphidae. Inga underarter finns listade i Catalogue of Life.